# Campionatul Balcanic de Atletism din 1982
Campionatul Balcanic de Atletism din 1982, numit atunci Jocurile Balcanice sau Balcaniada, s-a desfășurat între 13 și 15 august 1982 pe stadionul „23 august” din București, România. Au participat Albania, Bulgaria, Grecia, Iugoslavia, Turcia și România. Maricica Puică a rostit jurământul atleților participanți.

## Rezultate
RM - record mondial; RC - record al competiției; RE - record european; RN - record național; PB - cea mai bună performanță a carierei

### Masculin
| Probă sportivă       | Aur                                                                | Aur      | Argint                                                                                      | Argint   | Bronz                                                                                 | Bronz    |
| 100 m                | Kosmas Stratos (GRE)                                               | 10,42    | Nikolaos Hatzinikolau (GRE)                                                                 | 10,54    | Johann Schromm (ROU)                                                                  | 10,62    |
| 200 m                | Vladimir Ivanov (BUL)                                              | 20,98    | Kosmas Stratos (GRE)                                                                        | 21,02    | Željko Knapić (YUG)                                                                   | 21,15    |
| 400 m                | Željko Knapić (YUG)                                                | 45,83    | Joszef Körösy (YUG)                                                                         | 46,80    | Panagiotis Stefanopoulos (GRE)                                                        | 47,05    |
| 800 m                | Milovan Savić (YUG)                                                | 1:47,62  | Binko Kolev (BUL)                                                                           | 1:48,16  | Petru Drăgoescu (ROU)                                                                 | 1:48,25  |
| 1500 m               | Dragan Zdravković (YUG)                                            | 3:41,41  | Vinko Pokrajčić (YUG)                                                                       | 3:41,96  | Christos Papachristos (GRE)                                                           | 3:42,07  |
| 5000 m               | Dragan Zdravković (YUG)                                            | 13:53,95 | Christos Papachristos (GRE)                                                                 | 13:54,13 | Necdet Ayaz (TUR)                                                                     | 13:55,00 |
| 10 000 m             | Marios Kassianidis (GRE)                                           | 28:54,32 | Mehmet Yurdadön (TUR)                                                                       | 28:55,44 | Petko Karpacev (BUL)                                                                  | 28:58,78 |
| Maraton              | Gheorghe Buruiană (ROU)                                            | 2:31:46  | Spiridon Nakos (GRE)                                                                        | 2:34:41  | Georgios Afordakos (GRE)                                                              | 2:35:39  |
| 3000 m obstacole     | Arsenios Tsiminos (GRE)                                            | 8:27,36  | Vasile Bichea (ROU)                                                                         | 8:28,09  | Filippos Filipou (GRE)                                                                | 8:30,12  |
| 110 m garduri        | Ion Oltean (ROU)                                                   | 13,80    | Pal Palffy (ROU)                                                                            | 13,91    | Vențislav Radev (BUL)                                                                 | 14,10    |
| 400 m garduri        | Horia Toboc (ROU)                                                  | 50,17    | Krasimir Demirev (BUL)                                                                      | 50,20    | Dimităr Arabadjiev (BUL)                                                              | 50,66    |
| Ștafetă 4×100 m      | Grecia Aggelos Angelidis Dais Nikolaos Hatzinikolau Kosmas Stratos | 40,34    | Bulgaria · Vențislav Radev · Vladimir Ivanov · Veselin Panov · Bogomil Karadimov            | 40,46    | România · Johann Schromm · Vasile Selever · Constantin Ivan · C. Dediu                | 40,68    |
| Ștafetă 4×400 m      | Iugoslavia Goran Humar Ismail Macev Joszef Körösy Željko Knapić    | 3:05,82  | Grecia Georgios Vamvakas Nikolaos Megalemos Athanasios Kalogiannis Panagiotis Stefanopoulos | 3:06,60  | Bulgaria · Momcil Harizanov · Dimităr Arabadjiev · Bojidar Konstantinov · Binko Kolev | 3:07,22  |
| 20 km marș           | Constantin Stan (ROU)                                              | 1:31:38  | Alik Basriev (BUL)                                                                          | 1:33:16  | Christos Karagiorgos (GRE)                                                            | 1:36:03  |
| Săritura în înălțime | Sorin Matei (ROU)                                                  | 2,22 RC  | Novica Čanović (YUG)                                                                        | 2,20     | Constantin Militaru (ROU)                                                             | 2,17     |
| Săritura cu prăjina  | Dimitrios Kiteas (GRE)                                             | 5,20     | Valentin Videv (BUL)                                                                        | 5,10     | Rumen Stoianov (BUL)                                                                  | 5,00     |
| Săritura în lungime  | Dimitrios Delifotis (GRE)                                          | 7,94 RN  | Tudorel Vasile (ROU)                                                                        | 7,90     | Dan Simion (ROU)                                                                      | 7,74     |
| Triplusalt           | Bedros Bedrosian (ROU)                                             | 16,73    | Dimitrios Mihas (GRE)                                                                       | 16,71    | Adrian Ghioroaie (ROU)                                                                | 16,40    |
| Aruncarea greutății  | Nikolai Ghemijev (BUL)                                             | 19,03    | Gheorghi Todorov (BUL)                                                                      | 18,33    | Lucas Louka (GRE)                                                                     | 18,16    |
| Aruncarea discului   | Ion Zamfirache (ROU)                                               | 65,44    | Iosif Nagy (ROU)                                                                            | 63,52    | Gheorghi Taushanski (BUL)                                                             | 61,92    |
| Aruncarea ciocanului | Nicolae Bîndar (ROU)                                               | 72,30    | Rumen Kairakov (BUL)                                                                        | 70,18    | Adalbert Méhes (ROU)                                                                  | 68,72    |
| Aruncarea suliței    | Ivan Anghelov (BUL)                                                | 81,12    | Tudorel Pîrvu (ROU)                                                                         | 79,08    | Dumitru Negoiță (ROU)                                                                 | 77,00    |
| Decatlon             | Dimcio Todorov (BUL)                                               | 7672     | Ion Buligă (ROU)                                                                            | 7561     | Athanasios Babaliaris (GRE)                                                           | 7348     |

### Feminin
| Probă sportivă       | Aur                                                                               | Aur           | Argint                                                                          | Argint  | Bronz                    | Bronz      |
| 100 m                | Natalia Caraiosifoglu (ROU)                                                       | 11,80         | Liliana Ivanova (BUL)                                                           | 11,84   | Ivanka Venkova (BUL)     | 11,90      |
| 200 m                | Natalia Caraiosifoglu (ROU)                                                       | 23,46 RN      | Liliana Ivanova (BUL)                                                           | 23,70   | Lucia Jinga (ROU)        | 24,12      |
| 400 m                | Daniela Matei (ROU)                                                               | 52,10         | Kalinka Dragova (BUL)                                                           | 52,68   | Ibolya Korodi (ROU)      | 52,82      |
| 800 m                | Doina Melinte (ROU)                                                               | 1:59,64       | Elena Tărîță (ROU)                                                              | 2:01,20 | Georgia Troumbouki (GRE) | 2:04,46 RN |
| 1500 m               | Doina Melinte (ROU)                                                               | 4:14,74       | Maria Radu (ROU)                                                                | 4:15,42 | Breda Pergar (YUG)       | 4:19,97    |
| 3000 m               | Maricica Puică (ROU)                                                              | 8:31,67 RC RN | Breda Pergar (YUG)                                                              | 8:59,55 | Maria Radu (ROU)         | 9:10,28    |
| 100 m garduri        | Mihaela Stoica (ROU)                                                              | 13,15         | Temenujka Nakova (BUL)                                                          | 13,71   | Lidia Gușeva (BUL)       | 13,78      |
| 400 m garduri        | Cristeana Cojocaru (ROU)                                                          | 57,10         | Temenujka Nakova (BUL)                                                          | 58,06   | Snežana Gajić (YUG)      | 59,11      |
| Ștafetă 4×100 m      | România · Doina Voinea · Lucia Negovan · Otilia Șomănescu · Natalia Caraiosifoglu | 45,06 RN      | Bulgaria · Jeni Dobreva · Liliana Ivanova · Krassimira Penceva · Ivanka Venkova | 45,31   | Grecia                   | 46,66      |
| Ștafetă 4×400 m      | România · Ibolya Korodi · Stela Manea · Elena Tărîță · Daniela Matei              | 3:28,79       | Bulgaria · Neli Markovska · Rosița Stamenova · Kalinka Dragova · Ivanka Venkova | 3:31,05 | Iugoslavia               | 3:37,54    |
| Săritura în înălțime | Lidia Benedetič-Lapajne (YUG)                                                     | 1,90 RN       | Iuliana Țvetanova (BUL)                                                         | 1,90    | Niculina Vasile (ROU)    | 1,86       |
| Săritura în lungime  | Vali Ionescu (ROU)                                                                | 7,04 RC       | Gina Panait (ROU)                                                               | 6,67    | Snežana Dančetović (YUG) | 6,46       |
| Aruncarea greutății  | Mihaela Loghin (ROU)                                                              | 19,56         | Soultana Saroudi (GRE)                                                          | 17,52   | Svetla Mitkova (BUL)     | 17,47      |
| Aruncarea discului   | Florența Crăciunescu (ROU)                                                        | 65,44         | Mariana Ionescu-Lengyel (ROU)                                                   | 61,12   | Veska Vasileva (BUL)     | 58,30      |
| Aruncarea suliței    | Sofia Sakorafa (GRE)                                                              | 62,08         | Éva Ráduly-Zörgő (ROU)                                                          | 59,58   | Maria Djaleva (BUL)      | 56,46      |
| Heptatlon            | Corina Țifrea (ROU)                                                               | 6080 RC       | Tatiana Stoiceva (BUL)                                                          | 5720    | Coculeana Olteanu (ROU)  | 5639       |

## Clasament pe medalii
| Loc   | Țară       | Aur | Argint | Bronz | Total |
| ----- | ---------- | --- | ------ | ----- | ----- |
| 1     | România    | 22  | 11     | 13    | 46    |
| 2     | Grecia     | 7   | 7      | 9     | 23    |
| 3     | Iugoslavia | 6   | 4      | 5     | 15    |
| 4     | Bulgaria   | 4   | 16     | 11    | 31    |
| 5     | Turcia     | 0   | 1      | 1     | 2     |
| Total | Total      | 39  | 39     | 39    | 117   |